# Exmisja
Exmisja – polski zespół grający hardcore punk i crust punk.

## Historia
Zespół powstał w roku 2000 w Gliwicach na squacie Krzyk. Od początku działalności związany mocno ze środowiskiem squatterskim i wolnościowym. Ich muzyka jest wypadkową wielu gatunków takich jak hardcore punk, d-beat, crust punk, noise rock.

## Skład[4]
- Remik – wokal
- Tomek – gitara
- Bartek – gitara, wokal
- Sławek – bas
- Karol (Maupol) – perkusja

## Dyskografia
- Człowieczeństwo (2005)[5]
- Split Exmisja/Czas Złamać Prawo (Split) (2009)[6]
- Arche (2012)[7]